# Alfons Nowak
Alfons Nowak (* 9. Januar 1925; † unbekannt) war ein deutscher Fußballspieler. Der rechte Verteidiger wuchs in Recklinghausen auf und spielte dort beim SV Union 05 Fußball im Verein. Zur Saison 1951/52 wechselte er zum SV Sodingen, welcher in der 2. Liga West spielte. Er fand eine feste Anstellung in der Zeche Mont Cenis in Herne, wie die meisten Mitspieler der Grün-Weißen, insbesondere auch sein neuer Verteidigerkollege Leo Konopczynski und gehörte in seiner ersten Runde sofort der Aufstiegsmannschaft der „Knappenelf“ in die Fußball-Oberliga West an.

## Sodingen und Herne, 1951 bis 1957
Das Stadion Glück-Auf des SV Sodingen lag unmittelbar auf dem Zechengelände und Betrieb, Stadtteil und Verein bildeten nahezu eine Einheit. In der Oberliga debütierte Nowak am 24. August 1952 bei einem 2:2-Heimremis gegen die SpVgg Erkenschwick vor 18.000 Zuschauern. Mit dieser Mannschaft, über die Sepp Herberger wegen ihres kompromisslosen Kick-and-Rush-Stils und dem unbedingten Einsatzwillen aller Akteure sagte, sie sei „die einzige deutsche Elf, die englisch spielt“, gelang Alfons Nowak an der Seite von Torhüter Günter Sawitzki, Verteidigerpartner Leo Konopczynski und der Läuferreihe Fritz Gärtner, Karl-Heinz Edler und Gerhard Harpers unter Trainer Ludwig Tretter 1954/55 im damals gebräuchlichen WM-System der zweite Platz in der Oberliga und die anschließende Teilnahme an der Endrunde um die deutsche Meisterschaft. In die Verbandsrunde war der Tabellenvierzehnte des Vorjahres im September 1954 mit einem 1:0-Heimsieg gegen Preußen Dellbrück gestartet und hatte die Runde am 1. Mai 1955 mit einem 2:0-Heimerfolg gegen den Meidericher SV als Vizemeister beendet. Nowak hatte in allen 30 Ligaspielen mitgewirkt. Auch in der Endrunde um die deutsche Fußballmeisterschaft stand er sowohl im Qualifikationsspiel gegen den SSV Reutlingen 05 als auch in den sechs Gruppenspielen (gegen den 1. FC Kaiserslautern, den Hamburger SV und den BFC Viktoria 1889) jeweils für den „Komet des Westens“ auf dem Rasen.
Höhepunkt war die Begegnung gegen die mit all ihren „Berner Weltmeistern“ antretenden Lauterer am 22. Mai 1955; wegen des erwarteten Besucheransturms war das Heimspiel in die Schalker Glückauf-Kampfbahn verlegt worden, wo es schon Stunden vor Spielbeginn zu chaotischen Zuständen kam, weil etwa 80.000 Menschen in das nur 40.000 Plätze bietende Stadion drängten. Bei Anpfiff hatten etwa 55.000 von ihnen Einlass gefunden, die – obwohl die Partie mehrfach unterbrochen werden musste, weil die Zuschauermassen meterweit auf dem Spielfeld standen – ein hochdramatisches Spiel mit einem für Nowak Mannen eher unglücklichen Ausgang (2:2) sahen. Gegen die Angreifer der Walter-Elf mit Erwin Scheffler, Fritz Walter, Horst Eckel, Willi Wenzel und Karl Wanger bestanden zu haben, war sportlich eine ausgezeichnete Leistung für die Defensive des Vizemeisters der Oberliga West. Am Ende reichte es zwar nicht zum Einzug in das Endspiel, aber Sodingen wurde mit 7:5 Punkten hinter dem 1. FCK (9:3) und dem HSV (8:4) achtbarer Gruppendritter und der Name des Vorortvereins war weit über das Ruhrgebiet hinaus ein Begriff geworden.
Auch in seinem vierten Oberligajahr, 1955/56, trat Nowak in allen 30 Ligaspielen an und belegte unter Trainer Herbert Widmayer den 9. Rang. Am 29. April 1956 absolvierte er sein letztes Pflichtspiel für den SVS. Der Westmeister Borussia Dortmund setzte sich in der Angriffsbesetzung mit Wolfgang Peters, Elwin Schlebrowski, Alfred Kelbassa, Alfred Niepieklo und Helmut Kapitulski mit 2:0 am letzten Rundenspieltag in Sodingen durch, wobei Nowak und Konopczinski wie fast immer, das Verteidigerpaar des Bergarbeitervereins gebildet hatten. Nach 114 Oberligaspielen mit vier Toren beendete der Verteidiger seine Sodinger Zugehörigkeit und schloss sich dem lokalen Konkurrenten Westfalia Herne zur Saison 1956/57 an.
Dort verletzte sich der eisenharte Verteidiger so schwer, dass er ab Februar 1957 unter Trainer Fritz Langner im Kreis von Mitspielern wie Hans Tilkowski, Alfred Pyka, Günter Grandt, Helmut Benthaus und Ehrenfried Wydra nach neun Oberligaspielen für das Team vom Stadion am Schloss Strünkede kein weiteres Verbandsspiel mehr bestreiten konnte und im Sommer 1957 seine Laufbahn in der Oberliga West beendete.